# Đội tuyển bóng đá U-17 quốc gia Việt Nam
Đội tuyển bóng đá U-17 quốc gia Việt Nam là đội tuyển bóng đá chuyên dự các giải đấu U-16 và U-17 quốc tế và do Liên đoàn bóng đá Việt Nam quản lý.

## Thống kê giải đấu

### Giải vô địch bóng đá U-17 thế giới
| Giải vô địch bóng đá U-17 thế giới | Giải vô địch bóng đá U-17 thế giới      | Giải vô địch bóng đá U-17 thế giới      | Giải vô địch bóng đá U-17 thế giới      | Giải vô địch bóng đá U-17 thế giới      | Giải vô địch bóng đá U-17 thế giới      | Giải vô địch bóng đá U-17 thế giới      | Giải vô địch bóng đá U-17 thế giới      | Giải vô địch bóng đá U-17 thế giới      |                          |
| Năm                                | Kết quả                                 | ST                                      | T                                       | H                                       | B                                       | BT                                      | BB                                      |                                         |                          |
| ---------------------------------- | --------------------------------------- | --------------------------------------- | --------------------------------------- | --------------------------------------- | --------------------------------------- | --------------------------------------- | --------------------------------------- | --------------------------------------- | ------------------------ |
| 2001 đến 2019                      | Không vượt qua vòng loại                | Không vượt qua vòng loại                | Không vượt qua vòng loại                | Không vượt qua vòng loại                | Không vượt qua vòng loại                | Không vượt qua vòng loại                | Không vượt qua vòng loại                | Không vượt qua vòng loại                |                          |
| 2021                               | Giải đấu bị hủy bỏ vì Đại dịch COVID-19 | Giải đấu bị hủy bỏ vì Đại dịch COVID-19 | Giải đấu bị hủy bỏ vì Đại dịch COVID-19 | Giải đấu bị hủy bỏ vì Đại dịch COVID-19 | Giải đấu bị hủy bỏ vì Đại dịch COVID-19 | Giải đấu bị hủy bỏ vì Đại dịch COVID-19 | Giải đấu bị hủy bỏ vì Đại dịch COVID-19 | Giải đấu bị hủy bỏ vì Đại dịch COVID-19 |                          |
| 2023                               | Không vượt qua vòng loại                | Không vượt qua vòng loại                | Không vượt qua vòng loại                | Không vượt qua vòng loại                | Không vượt qua vòng loại                | Không vượt qua vòng loại                | Không vượt qua vòng loại                | Không vượt qua vòng loại                |                          |
| 2025                               | Không vượt qua vòng loại                | Không vượt qua vòng loại                | Không vượt qua vòng loại                | Không vượt qua vòng loại                | Không vượt qua vòng loại                | Không vượt qua vòng loại                | Không vượt qua vòng loại                | Không vượt qua vòng loại                | Không vượt qua vòng loại |
| Tổng                               | –                                       | 0                                       | 0                                       | 0                                       | 0                                       | 0                                       | 0                                       |                                         |                          |

### Giải vô địch bóng đá U-17 châu Á
| 2000      | Hạng tư                  | 6                        | 2                        | 1                        | 3                        | 11                       | 13                       | Chủ nhà       | Chủ nhà       | Chủ nhà       | Chủ nhà       | Chủ nhà       | Chủ nhà       | Nguyễn Văn Thịnh |
| 2002      | Vòng bảng                | 3                        | 0                        | 1                        | 2                        | 2                        | 7                        | 2             | 1             | 1             | 0             | 3             | 2             | Chưa xác định    |
| 2004      | Vòng bảng                | 3                        | 0                        | 0                        | 3                        | 2                        | 5                        | 2             | 2             | 0             | 0             | 10            | 0             | Chưa xác định    |
| 2006      | Vòng bảng                | 3                        | 1                        | 1                        | 1                        | 5                        | 5                        | 2             | 2             | 0             | 0             | 2             | 0             | Phan Thanh Hùng  |
| 2008      | Không vượt qua vòng loại | Không vượt qua vòng loại | Không vượt qua vòng loại | Không vượt qua vòng loại | Không vượt qua vòng loại | Không vượt qua vòng loại | Không vượt qua vòng loại | 5             | 0             | 2             | 3             | 2             | 11            | Đinh Hồng Vinh   |
| 2010      | Vòng bảng                | 3                        | 1                        | 0                        | 2                        | 4                        | 10                       | 5             | 2             | 2             | 1             | 12            | 6             | Hoàng Văn Phúc   |
| 2012      | Không vượt qua vòng loại | Không vượt qua vòng loại | Không vượt qua vòng loại | Không vượt qua vòng loại | Không vượt qua vòng loại | Không vượt qua vòng loại | Không vượt qua vòng loại | 5             | 2             | 1             | 2             | 12            | 9             | Hoàng Văn Phúc   |
| 2014      | Không vượt qua vòng loại | Không vượt qua vòng loại | Không vượt qua vòng loại | Không vượt qua vòng loại | Không vượt qua vòng loại | Không vượt qua vòng loại | Không vượt qua vòng loại | 3             | 2             | 0             | 1             | 6             | 3             | Đinh Văn Dũng    |
| 2016      | Tứ Kết                   | 4                        | 2                        | 0                        | 2                        | 6                        | 15                       | 3             | 2             | 0             | 1             | 23            | 2             | Đinh Thế Nam     |
| 2018      | Vòng bảng                | 3                        | 0                        | 1                        | 2                        | 1                        | 7                        | 3             | 2             | 0             | 1             | 15            | 5             | Vũ Hồng Việt     |
| 2020      | Không vượt qua vòng loại | Không vượt qua vòng loại | Không vượt qua vòng loại | Không vượt qua vòng loại | Không vượt qua vòng loại | Không vượt qua vòng loại | Không vượt qua vòng loại | 4             | 3             | 0             | 1             | 16            | 2             | Đinh Thế Nam     |
| 2023      | Vòng bảng                | 3                        | 0                        | 1                        | 2                        | 1                        | 6                        | 3             | 3             | 0             | 0             | 12            | 0             | Hoàng Anh Tuấn   |
| 2025      | Chưa xác định            | Chưa xác định            | Chưa xác định            | Chưa xác định            | Chưa xác định            | Chưa xác định            | Chưa xác định            | Chưa xác định | Chưa xác định | Chưa xác định | Chưa xác định | Chưa xác định | Chưa xác định | Cristiano Roland |
| Tổng cộng | Hạng tư                  | 28                       | 6                        | 5                        | 17                       | 28                       | 65                       | 31            | 16            | 5             | 10            | 98            | 38            |                  |

### Giải vô địch bóng đá U-16 Đông Nam Á
| Giải vô địch bóng đá U-16 Đông Nam Á | Giải vô địch bóng đá U-16 Đông Nam Á | Giải vô địch bóng đá U-16 Đông Nam Á | Giải vô địch bóng đá U-16 Đông Nam Á | Giải vô địch bóng đá U-16 Đông Nam Á | Giải vô địch bóng đá U-16 Đông Nam Á | Giải vô địch bóng đá U-16 Đông Nam Á | Giải vô địch bóng đá U-16 Đông Nam Á | Giải vô địch bóng đá U-16 Đông Nam Á |                  | Huấn luyện viên |
| Năm                                  | Kết quả                              | Vị trí                               | St                                   | T                                    | H                                    | B                                    | Bt                                   | Bb                                   |                  | Huấn luyện viên |
| ------------------------------------ | ------------------------------------ | ------------------------------------ | ------------------------------------ | ------------------------------------ | ------------------------------------ | ------------------------------------ | ------------------------------------ | ------------------------------------ | ---------------- | --------------- |
| 2002                                 | Vòng bảng                            | 7/10                                 | 4                                    | 1                                    | 1                                    | 2                                    | 14                                   | 11                                   | Chưa xác định    |                 |
| 2005                                 | Vòng bảng                            | 6/7                                  | 3                                    | 0                                    | 1                                    | 2                                    | 4                                    | 9                                    | Phan Thanh Hùng  |                 |
| 2006                                 | Vô địch                              | 1/4                                  | 3                                    | 2                                    | 0                                    | 1                                    | 7                                    | 3                                    | Phan Thanh Hùng  |                 |
| 2007                                 | Hạng 3                               | 3/9                                  | 5                                    | 2                                    | 1                                    | 2                                    | 6                                    | 7                                    | Đinh Hồng Vinh   |                 |
| 2008                                 | Không tham dự                        | Không tham dự                        | Không tham dự                        | Không tham dự                        | Không tham dự                        | Không tham dự                        | Không tham dự                        | Không tham dự                        | —                |                 |
| 2009                                 | Giải đấu bị hủy bỏ                   | Giải đấu bị hủy bỏ                   | Giải đấu bị hủy bỏ                   | Giải đấu bị hủy bỏ                   | Giải đấu bị hủy bỏ                   | Giải đấu bị hủy bỏ                   | Giải đấu bị hủy bỏ                   | Giải đấu bị hủy bỏ                   | —                |                 |
| 2010                                 | Vô địch                              | 1/4                                  | 4                                    | 3                                    | 0                                    | 1                                    | 4                                    | 2                                    | Hoàng Văn Phúc   |                 |
| 2011                                 | Vòng bảng                            | 5/10                                 | 4                                    | 2                                    | 0                                    | 2                                    | 15                                   | 9                                    | Nguyễn Hải Biên  |                 |
| 2012                                 | Không tham dự                        | Không tham dự                        | Không tham dự                        | Không tham dự                        | Không tham dự                        | Không tham dự                        | Không tham dự                        | Không tham dự                        | —                |                 |
| 2013                                 | Hạng 4                               | 4/10                                 | 6                                    | 3                                    | 1                                    | 2                                    | 21                                   | 4                                    | Đinh Văn Dũng    |                 |
| 2014                                 | Giải đấu bị hủy bỏ                   | Giải đấu bị hủy bỏ                   | Giải đấu bị hủy bỏ                   | Giải đấu bị hủy bỏ                   | Giải đấu bị hủy bỏ                   | Giải đấu bị hủy bỏ                   | Giải đấu bị hủy bỏ                   | Giải đấu bị hủy bỏ                   | —                |                 |
| 2015                                 | Vòng bảng                            | 8/11                                 | 5                                    | 1                                    | 2                                    | 2                                    | 10                                   | 8                                    | Đinh Thế Nam     |                 |
| 2016                                 | Á quân                               | 2/11                                 | 7                                    | 5                                    | 2                                    | 0                                    | 21                                   | 7                                    | Đinh Thế Nam     |                 |
| 2017                                 | Vô địch                              | 1/12                                 | 7                                    | 6                                    | 1                                    | 0                                    | 18                                   | 2                                    | Vũ Hồng Việt     |                 |
| 2018                                 | Vòng bảng                            | 5/11                                 | 5                                    | 3                                    | 1                                    | 1                                    | 15                                   | 7                                    | Vũ Hồng Việt     |                 |
| 2019                                 | Hạng 4                               | 4/12                                 | 7                                    | 4                                    | 0                                    | 3                                    | 9                                    | 6                                    | Đinh Thế Nam     |                 |
| 2022                                 | Á quân                               | 2/12                                 | 5                                    | 3                                    | 0                                    | 2                                    | 13                                   | 4                                    | Nguyễn Quốc Tuấn |                 |
| Tổng cộng                            | Vô địch                              | 13/14                                | 60                                   | 32                                   | 10                                   | 18                                   | 144                                  | 75                                   |                  |                 |

## Lịch thi đấu
Thắng       Hoà       Thua       Bị huỷ

### 2024
| 23 tháng 10 Vòng loại Cúp bóng đá U-17 châu Á 2025 | Việt Nam | 0–0      | Kyrgyzstan | Phú Thọ, Việt Nam                   |  |
| 19:00 UTC+7                                        |          | Chi tiết |            | Sân vận động: Sân vận động Việt Trì |  |

| 25 tháng 10 Vòng loại Cúp bóng đá U-17 châu Á 2025 | Myanmar | 0–2      | Việt Nam                                  | Phú Thọ, Việt Nam                   |  |
| 19:00 UTC+7                                        |         | Chi tiết | - Nguyễn Văn Dương 69' - Trần Gia Bảo 89' | Sân vận động: Sân vận động Việt Trì |  |

| 27 tháng 10 Vòng loại Cúp bóng đá U-17 châu Á 2025 | Myanmar | 1–1 | Yemen                 | Phú Thọ, Việt Nam                   |  |
| 19:00 UTC+7                                        | - 12'   |     | - Lê Huy Việt Anh 30' | Sân vận động: Sân vận động Việt Trì |  |

### 2025
| 4 tháng 4 U-17 châu Á 2025 | Úc | 1-1 | Việt Nam | Ta'if, Ả Rập Xê Út                                   |  |
| 18:00 UTC+3                |    |     |          | Sân vận động: Sân vận động Câu lạc bộ thể thao Okadh |  |

| 7 tháng 4 U-17 châu Á 2025 | Việt Nam | 1-1 | Nhật Bản | Ta'if, Ả Rập Xê Út                                   |  |
| 18:00 UTC+3                |          |     |          | Sân vận động: Sân vận động Câu lạc bộ thể thao Okadh |  |

| 10 tháng 4 U-17 châu Á 2025 | Việt Nam | v | UAE | Ta'if, Ả Rập Xê Út                              |  |
| 18:00 UTC+3                 |          |   |     | Sân vận động: Sân vận động Quốc tế Nhà vua Fahd |  |

## Cầu thủ

### Đội hình hiện tại
Dưới đây là danh sách 23 cầu thủ được triệu tập cho Vòng loại Cúp bóng đá U-17 châu Á 2025.
| 1  | TM | Hoa Xuân Tín              | 29 tháng 1, 2008  | Bà Rịa – Vũng Tàu  |  |  |
| 13 | TM | Phan Đình Bách            | 2 tháng 1, 2008   | PVF                |  |  |
| 23 | TM | Nguyễn Văn Thăng Long     | 1 tháng 6, 2008   | Hà Nội             |  |  |
|    |    |                           |                   |                    |  |  |
| 2  | HV | Phạm Duy Long             | 2008              | Bà Rịa – Vũng Tàu  |  |  |
| 3  | HV | Lê Huy Việt Anh (captain) | 21 tháng 1, 2008  | PVF                |  |  |
| 4  | HV | Nguyễn Hồng Quang         | 5 tháng 11, 2008  | Bà Rịa – Vũng Tàu  |  |  |
| 5  | HV | Lê Tấn Dũng               | 27 tháng 1, 2008  | Sông Lam Nghệ An   |  |  |
| 14 | HV | Phạm Đức Duy              | 11 tháng 12, 2008 | Hà Nội             |  |  |
| 16 | HV | Nguyễn Văn Quân           | 21 tháng 1, 2008  | Hà Nội             |  |  |
| 22 | HV | Trần Đông Thức            | 30 tháng 9, 2008  | Sông Lam Nghệ An   |  |  |
|    |    |                           |                   |                    |  |  |
| 6  | TV | Nguyễn Thái Hòa           | 31 tháng 1, 2008  | Becamex Bình Dương |  |  |
| 7  | TV | Trần Hoàng Khanh          | 11 tháng 1, 2008  | PVF                |  |  |
| 8  | TV | Đậu Hồng Phong            | 2 tháng 9, 2008   | Hà Nội             |  |  |
| 9  | TV | Nguyễn Việt Long          | 28 tháng 1, 2008  | Hà Nội             |  |  |
| 12 | TV | Chu Ngọc Nguyễn Lực       | 28 tháng 7, 2009  | Hà Nội             |  |  |
| 15 | TV | Bạch Trọng Dương          | 28 tháng 2, 2008  | Sông Lam Nghệ An   |  |  |
| 17 | TV | Nguyễn Văn Khánh          | 5 tháng 11, 2008  | Hồng Lĩnh Hà Tĩnh  |  |  |
| 18 | TV | Đặng Công Anh Kiệt        | 12 tháng 6, 2008  | Hà Nội             |  |  |
| 21 | TV | Bùi Duy Đăng              | 22 tháng 1, 2008  | PVF                |  |  |
|    |    |                           |                   |                    |  |  |
| 10 | TĐ | Trần Gia Bảo              | 3 tháng 1, 2008   | Hoàng Anh Gia Lai  |  |  |
| 11 | TĐ | Nguyễn Văn Bách           | 8 tháng 2, 2008   | PVF                |  |  |
| 19 | TĐ | Nguyễn Thiên Phú          | 25 tháng 1, 2008  | Hà Nội             |  |  |
| 20 | TĐ | Nguyễn Văn Dương          | 6 tháng 10, 2009  | PVF                |  |  |

## Ban huấn luyện
Tính đến 17 tháng 6 năm 2024
| Vị trí                  | Tên                     |
| ----------------------- | ----------------------- |
| Huấn luyện viên trưởng  | Trần Minh Chiến         |
| Trợ lý huấn luyện viên  | Cristiano Roland        |
| Trợ lý huấn luyện viên  | Nguyễn Hải Anh          |
| Huấn luyện viên thủ môn | Trần Đức Cường          |
| Huấn luyện viên thể lực | José Brandi Regato Neto |
| Bác sĩ                  | Đặng Đức Giảng          |
| Bác sĩ                  | Nguyễn Thanh Giang      |
| Trưởng đoàn             | Trần Văn Quỳnh          |